# Gaëlle Ghesquière
Pour les articles homonymes, voir Ghesquière.
Gaëlle Ghesquière est une journaliste photographe française spécialisée dans les portraits et photographies d'artistes rock sur scène. Après des études de Lettres, elle est remarquée par Philippe Manœuvre et collabore à Rock & Folk. Depuis cette date elle a publié plusieurs ouvrages chez différents éditeurs.

## Biographie
Gaëlle Ghesquière commence sa carrière en photographiant les Red Hot Chili Peppers au Zénith à Paris en 1995. En 2000, elle photographie Madonna lors d' une séance qui sert à la promotion de Music. On retient entre autres ses photos des Rolling Stones avec Bruce Springsteen à l'occasion du festival Rock in Rio de Lisbonne en 2014 puis David Bowie, Bob Dylan, Lenny Kravitz, Ben Harper, etc,. Elle réalise plusieurs pochettes d'album pour NTM (93 party, Double live 1998 CD et DVD...), un Live des Deftones, un DVD pour Phil Collins ainsi que des publicités avec Bob Sinclar pour Samsung, Pleymo pour Yamaha, Prince pour AudioTechnica, etc. Elle écrit la première biographie illustrée sur l'artiste Ben Harper en 2004 chez Flammarion. Elle est choisie par Nagui pour être la photographe officielle des 30 ans de l'émission Taratata.

## Expositions personnelles
- 2008 : les grandes icônes du rock au Paris Golf & country club.
- 2009 : Galerie Binôme, Paris.
- 2010 : The Story of chez Renoma : Rétrospective sur les Rolling Stones avec les œuvres de Michael Cooper, Tony Frank, Claude Gassian, Gaëlle Ghesquière, Jean-Pierre Leloir, Gered Mankowitz, Dominique Tarlé et Pierre Terrasson[9].
- 2011 : Exposition Who's rock ? à La Roche Posay.
- 2011 : Exposition Who's rock ? chez Rockstar, Paris.
- 2012 : Exposition Who's rock ? à Seyssel.
- 2013 : Exposition Les Icônes du Rock, Étrœungt.
- 2013 : Exposition Rock Access, galerie Batignolle's Art, Paris.
- 2014 : Exposition conférence Les Légendes du Rock, Maison Folie, Maubeuge.
- 2015 : Exposition conférence Les Légendes du Rock, Lillers[10]
- 2016 : Exposition à The Black Gallery, place des Vosges, Paris.
- 2017 : Exposition Rock with Me à Noyon[11].
- 2018 : Exposition Benjamin Biolay Scène avec vue chez Cuillier, Paris.
- 2018 : Exposition RockLegends chez Cuillier, Paris.
- 2019 : Exposition NTM au SINNER, Paris
- 2022 : Exposition Rolling Stones à la Mairie du 7e, Paris[12].
- 2023 : Exposition Les icônes du rock à la Mairie du 7e, Paris[13].

## Distinctions
Chevalier de l'ordre des Arts et des Lettres (2022)par Madame Le Ministre de la Culture Roselyne Bachelot-Narquin. Décoration remise à Paris le 9 juin 2022 par Madame Le Ministre Roselyne Bachelot-Narquin.
 Officier de l'ordre des Arts et des Lettres (2024) bulletin officiel du 5 août 2024.